# 真安州
真安州，明朝时设置的州。
元朝时，为珍州思宁长官司。明玉珍改真州。明朝洪武十七年（1384年），置真州长官司。为播州杨氏土司辖地。万历二十八年（1600年），明朝政府平定土司杨应龙的叛乱。万历二十九年四月（1601年）置，治所在今贵州省正安县东南。属遵义府，下领绥阳县、仁怀县。辖境相当今贵州省正安、道真等县。后移治今正安县东北旧城。四十八年移治今正安县。清朝雍正二年（1724年），改正安州。当是为避讳雍正帝名。 